# Томас Майбанк
Томас Майбанк, настоящее имя — Гектор Томас Майбанк Уэбб (англ. Thomas Maybank, Hector Thomas Maybank Webb, 29 февраля 1869, Бакингем, Кент, Великобритания — 27 марта 1929, Эшер, Суррей, Великобритания), — псевдоним (два из трёх имён, полученных при рождении, без упоминания фамилии) британского иллюстратора и художника, представителя викторианской сказочной живописи.

## Биография
Художник родился в семье Уильяма и Энни Уэббов. Отец входил в правление местной школы, мать занималась бизнесом в сфере торговли фарфоровой и стеклянной посудой. В возрасте восьми лет серьёзно повредил бедро, упав с лошади. Он находился в больнице Святого Томаса в течение двух лет из-за тяжёлого перелома кости.
Гектор Томас Майбанк Уэбб работал чиновником местной администрации в Кройдоне, а в свободное время занимался музыкой (пел баритоном и играл на фортепьяно, органе и виолончели). Начал карьеру профессионального художника только в 1902 году. В то время Томас Майбанк стал штатным художником в сатирической газете «Punch», в которой работал до 1909 года.
В 1910-е годы занялся книжной графикой, работал в издательстве The Platt & Peck Co, специализировался на детских книгах. В 1914 году создал иллюстрации к детским книгам «The Conquerors of Mexico Retold from Prescott"s Conquest of Mexico» Генри Гилберта и «The Goblin Scouts» Гарри Голдинга, в 1915 году к его же книге «Bubble and Squeak», многим другим.
На протяжении многих лет Томас Майбанк создавал, начиная с 1921 года, иллюстрации для детского комикса «Oojah», сочинённого Фло Ланкастер (псевдоним Гильды Флоренс Коллинс, англ. Hilda Florence Collins), который десятилетиями публиковался в «Daily Sketch». Это была ежедневная малоформатная газета (таблоид) консервативного направления; издавалась концерном «Ассошиэйтед ньюспейперз»(англ. «Associated Newspapers», или DMG Media). Она была основана в 1909 году (а в 1971 издание вошло в медиа группу Daily Mail). Первый комикс о приключениях слона был издан 18 февраля 1919 года. В начале 1920-х годов комикс начинает пользоваться широкой известностью. Были изданы с иллюстрациями художника (издательство E. Hulton & Co, Лондон) несколько книг, посвящённых его приключениям. Персонаж стал настолько популярным, что некоторые цитаты из него стали фразеологизмами современного английского языка. Когда Томас Майбанк умер в 1929 году в Эшере, художник Генри Мэтью Талинтайр (англ. Henry Matthew Talintyre) продолжал серию в том же стиле вплоть до начала 1950-х годов. В 1937 году вышла в лондонском издательстве Ward Lock & Co уже после смерти художника его книга «Mirth by Maybank — For Young and Old Alike».
Могила художника находится в Бакингеме на кладбище при церкви Святого Георгия.
В настоящее время картины художника хранятся в провинциальных британских музеях («Груз, выброшенный за борт» в музее Кройдона), в лондонском The Leicester Galleries и Музее общественного транспорта, а также в многочисленных частных собраниях.

## Сказочная живопись Майбанка
Томас Майбанк активно работал над сказочными образами между 1898 и 1912 годами, проживая в то время в провинции и лондонских пригородах: в Бакингеме, Кройдоне, Эшере. Считается, что он создал наиболее удачные свои станковые работы в этом жанре между 1902 и 1904 годами. К ним относятся «A Bank Holiday in Goblin Land», «Коронация Титании» и «New Year’s Eve». Считается, что он черпал вдохновение в работах Ричарда Дойла. Персонажами его работ были маленькие фигурки фантастических существ, часто нарисованных только пером и чернилами. Картины и акварели художника выставлялись в Королевской академии художеств, Королевском обществе британских художников, Королевской Гибернийской академии и Королевском институте художников, пишущих маслом.
Томас Майбанк создал иллюстрации к пьесе Уильяма Шекспира «Сон в летнюю ночь». Особую популярность приобрело издание «Приключений Алисы в стране чудес» Льюиса Кэрролла, опубликованное в 1907 году и иллюстрированное художником. Искусствоведы отмечают «творческую и интересную манеру» иллюстратора. Художник также иллюстрировал исторические книги. Создал иллюстрации для поэмы Майкла Дрейтона (1563—1631) «Нимфидия, или двор фей» (1627, англ. «Nymphidia, the Court of Fairy»).

## Галерея

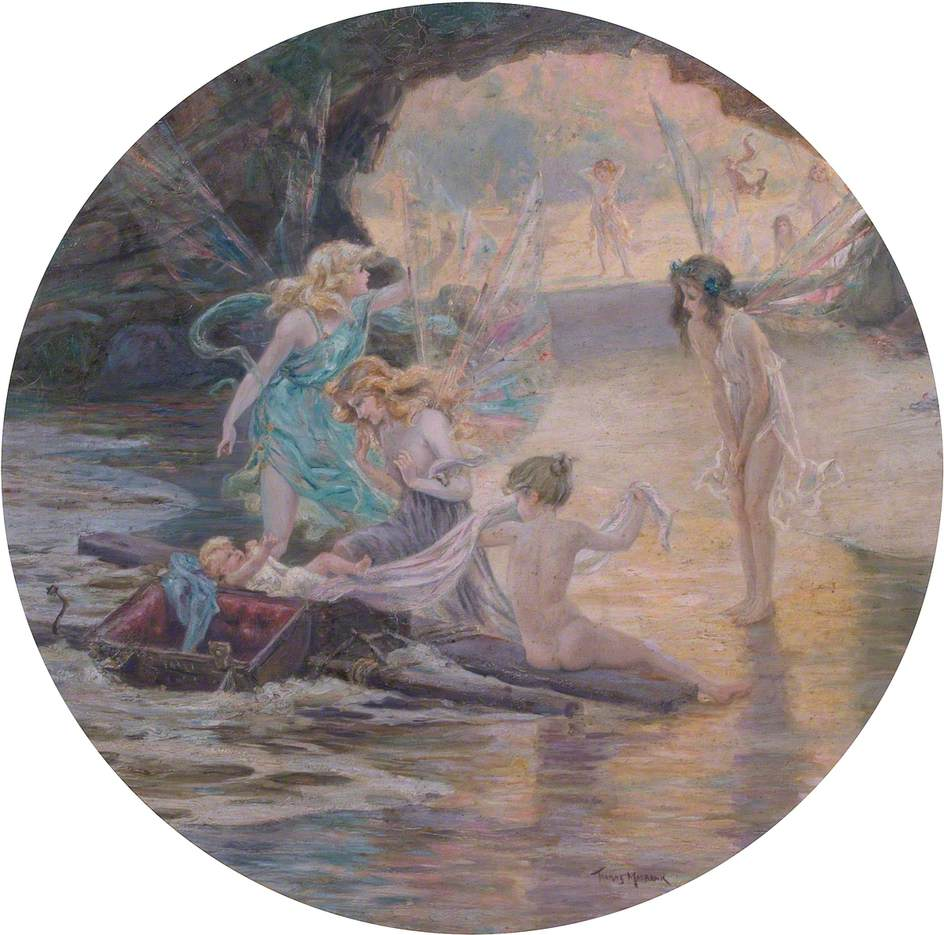
Томас Майбанк. Груз, выброшенный за борт, 1907
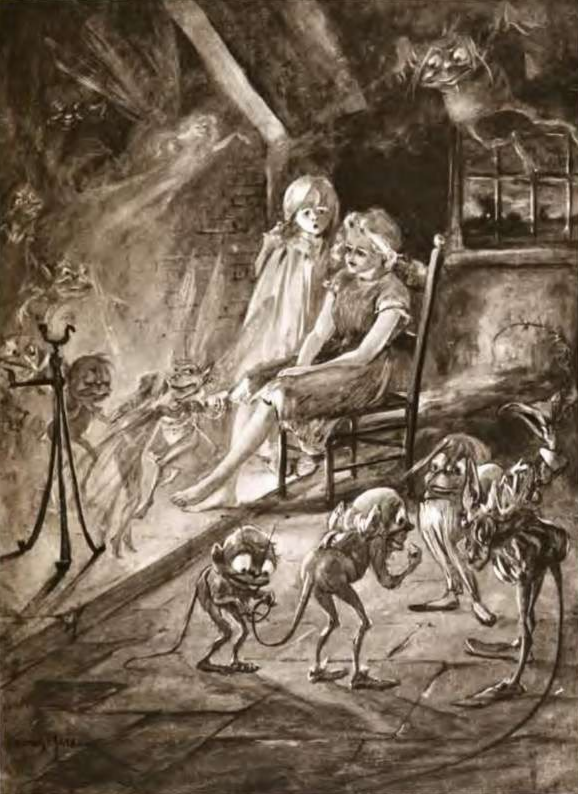
Томас Майбанк. Иллюстрация к поэме Майкла Дрейтона «Нимфидия, или двор фей», 1906
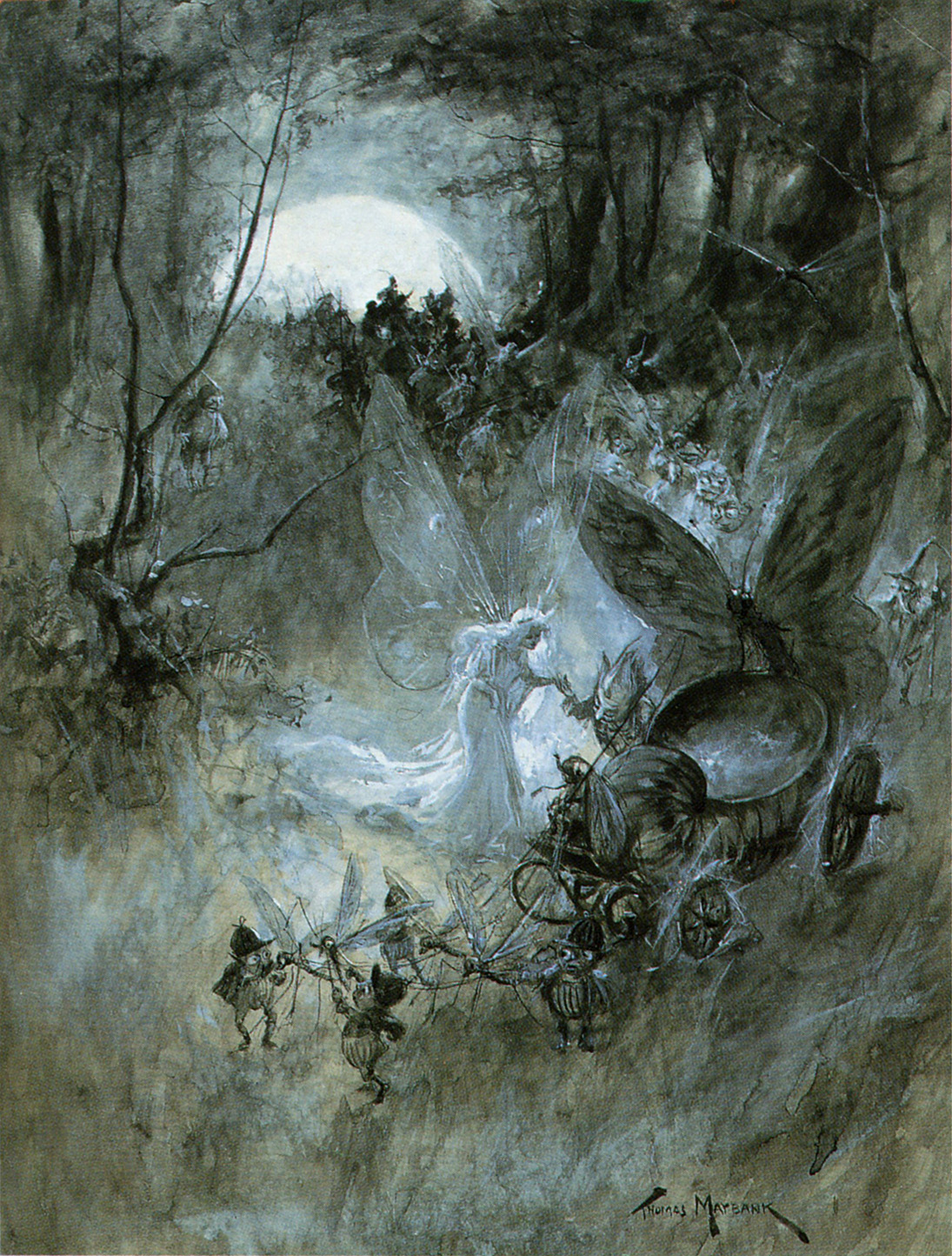
Томас Майбанк. Иллюстрация к поэме Майкла Дрейтона «Нимфидия, или двор фей», 1906
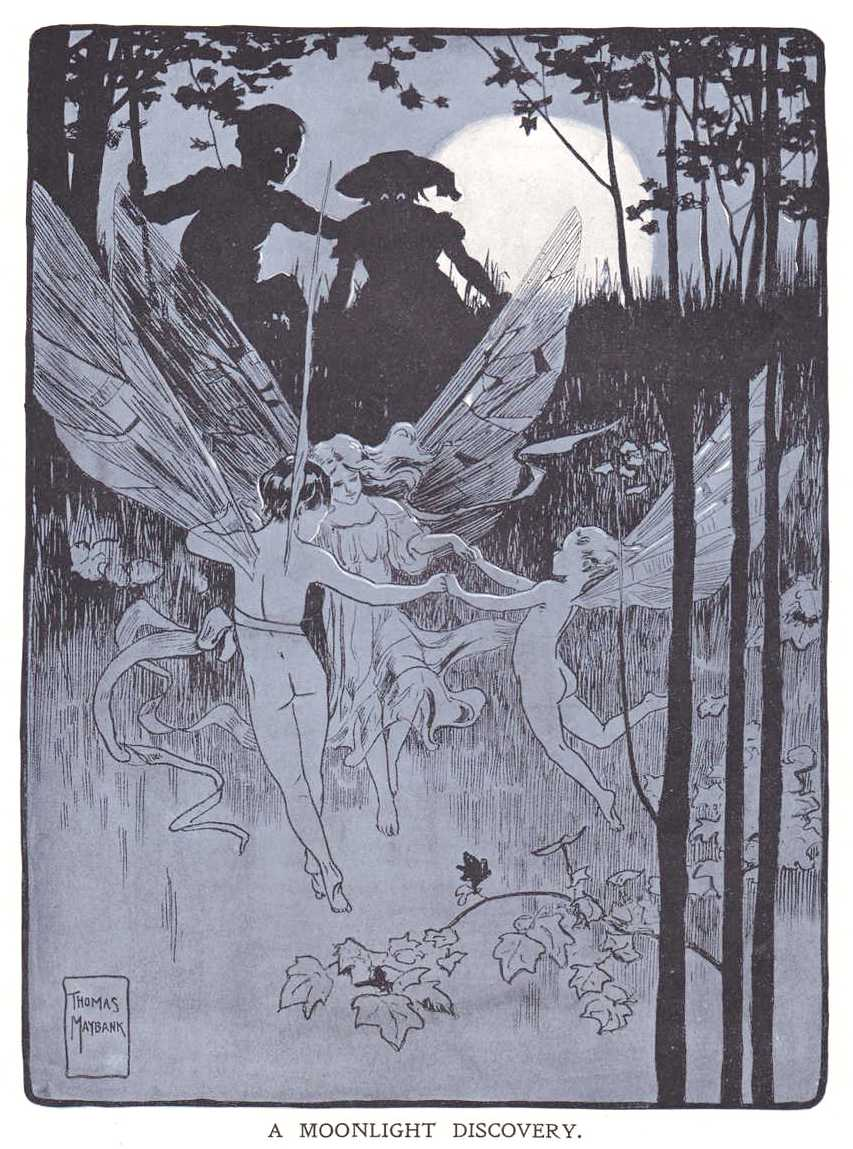
Томас Майбанк. A Moonlight Discovery
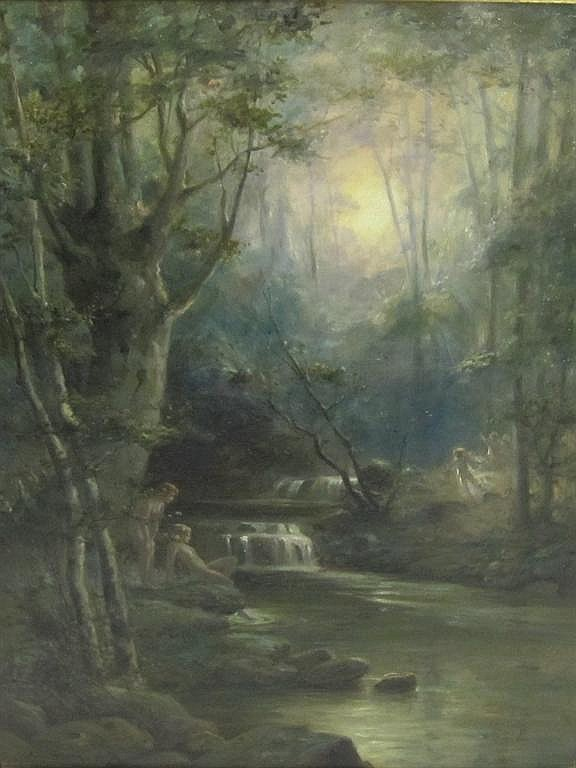
Томас Майбанк. Заводь фей

## Книги, выпущенные в серии «Oojah»[13]
- Once Upon a Time — Hulton’s Children’s Annual 1921. E. Hulton & Co, London, 1920
- The Joy Book Children’s Annual 1922. E. Hulton & Co, London, 1921
- Oojah House — The Story of Flip-Flap’s Little Mansion. E. Hulton & Co, London, 1921—1922
- The Oojah Annual [undated 1923—1926]. E. Hulton & Co, London, 1922—1925
- The Oojah’s Treasure Trunk [undated 1927]. Daily Sketch & Sunday Herald, 1926
- Uncle Oojah’s Big Annual 1929. Daily Sketch & Sunday Graphic Ltd, 1928